# Ipomoea nana
Ipomoea nana är en vindeväxtart som beskrevs av Collet och Hemsl. Ipomoea nana ingår i släktet praktvindor, och familjen vindeväxter. Inga underarter finns listade i Catalogue of Life.